# Ellendale (Dakota del Norte)
Ellendale es una ciudad ubicada en el condado de Dickey en el estado estadounidense de Dakota del Norte. En el censo de 2010 tenía una población de 1394 habitantes y una densidad poblacional de 355,03 personas por km².

## Geografía
Ellendale se encuentra ubicada en las coordenadas 46°0′18″N 98°31′30″O / 46.00500, -98.52500. Según la Oficina del Censo de los Estados Unidos, Ellendale tiene una superficie total de 3.93 km², de la cual 3.93 km² corresponden a tierra firme y (0%) 0 km² es agua.

## Demografía
Según el censo de 2010, había 1394 personas residiendo en Ellendale. La densidad de población era de 355,03 hab./km². De los 1394 habitantes, Ellendale estaba compuesto por el 94.48% blancos, el 1.22% eran afroamericanos, el 1.72% eran amerindios, el 0.22% eran asiáticos, el 0.07% eran isleños del Pacífico, el 0.36% eran de otras razas y el 1.94% pertenecían a dos o más razas. Del total de la población el 1.22% eran hispanos o latinos de cualquier raza.